# Saint-Quentin-sur-Indrois
Saint-Quentin-sur-Indrois – miejscowość i gmina we Francji, w Regionie Centralnym, w departamencie Indre i Loara.
Według danych na rok 1990 gminę zamieszkiwało 405 osób, a gęstość zaludnienia wynosiła 15 osób/km² (wśród 1842 gmin Regionu Centralnego Saint-Quentin-sur-Indrois plasuje się na 753. miejscu pod względem liczby ludności, natomiast pod względem powierzchni na miejscu 424.).